# Schweizer Unihockeynationalmannschaft der Frauen
Die Schweizer Unihockeynationalmannschaft der Frauen präsentiert die Schweiz bei Länderspielen und internationalen Turnieren in der Sportart Unihockey. 2005 holte sich die Schweiz den Weltmeistertitel. 1999, 2003 und 2009 scheiterte das Team jeweils im Finale und wurde Vizemeister.
In der Schweiz sind 6'096 Unihockeyspielerinnen registriert. Schweizer Rekordnationalspielerin ist Simone Berner mit 127 Spielen, dicht gefolgt von Natalie Stadelmann mit 124 Spielen. (Stand: Oktober 2015)

## Platzierungen

### Weltmeisterschaften
| WM   | Austragungsort(e)           | Platz        |
| ---- | --------------------------- | ------------ |
| 1997 | Mariehamn und Godby         | 4. Platz     |
| 1999 | Borlänge                    | 2. Platz     |
| 2001 | Riga                        | 4. Platz     |
| 2003 | Bern, Gümligen und Wünnewil | 2. Platz     |
| 2005 | Singapur                    | 1. Platz     |
| 2007 | Frederikshavn               | 3. Platz     |
| 2009 | Västerås                    | 2. Platz     |
| 2011 | St. Gallen                  | 4. Platz     |
| 2013 | Brünn, Ostrava              | 3. Platz     |
| 2015 | Tampere                     | 3. Platz     |
| 2017 | Bratislava                  | 3. Platz     |
| 2019 | Neuenburg                   | 2. Platz     |
| 2021 | Uppsala                     | 3. Platz     |
| 2023 | Singapur                    | 4. Platz     |
| 2025 | Brno und Ostrava            | qualifiziert |
| 2027 | Turku                       |              |

### Europameisterschaften
| EM   | Austragungsort(e)            | Platz    |
| ---- | ---------------------------- | -------- |
| 1995 | verschiedene Austragungsorte | 4. Platz |
| 2026 | Göteborg                     |          |

### World Games
| WM   | Austragungsort(e) | Platz    |
| ---- | ----------------- | -------- |
| 2025 | Chengdu           | 3. Platz |